# USS Washington (BB-56)
USS «Вашингтон» (BB-56) (англ. USS Washington (BB-56)) — американский линейный корабль, последний в серии из двух единиц.

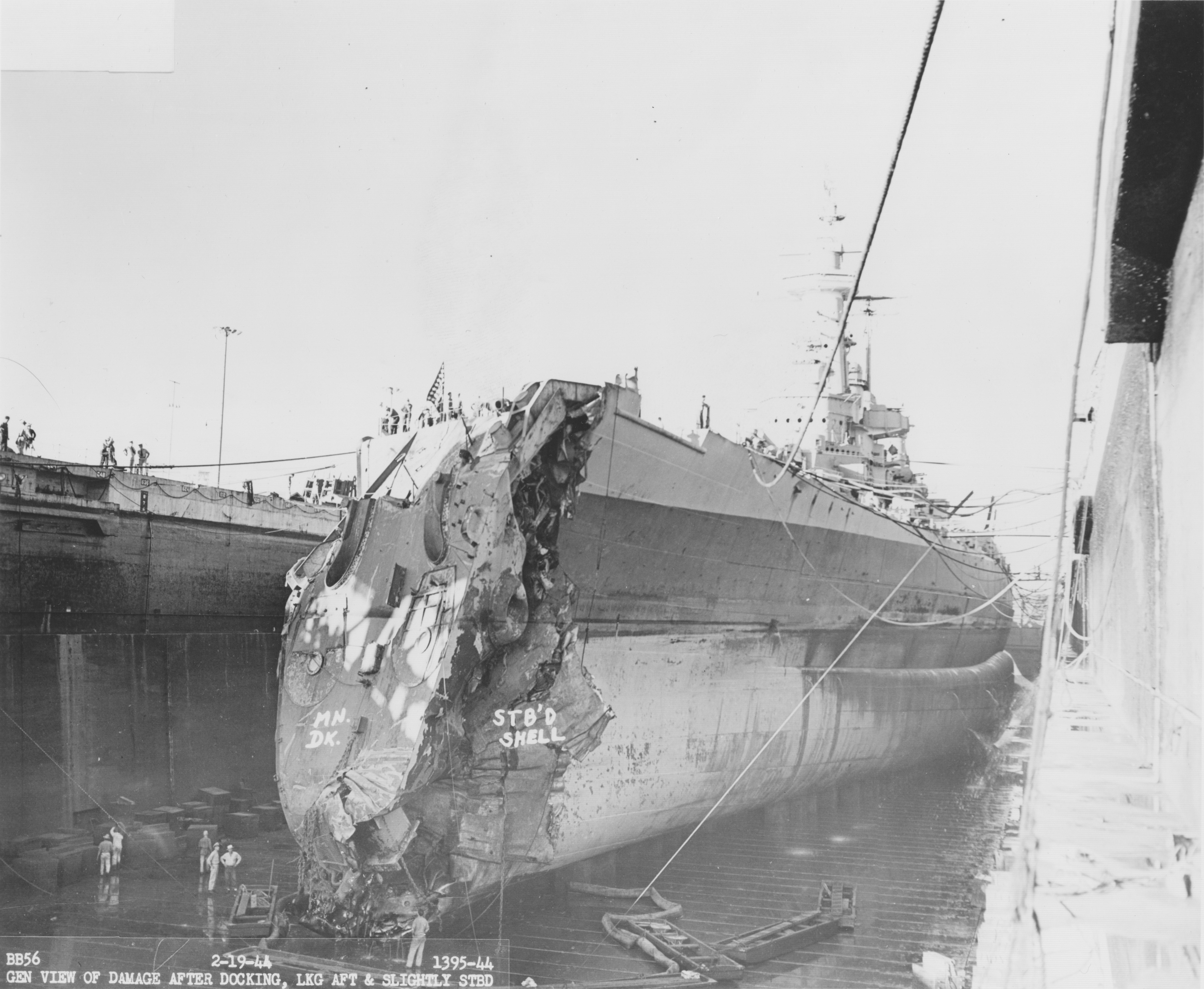
USS «Вашингтон» после столкновения с «Индианой» на утро следующего дня в порту Перл Харбор

В начале 1942 г. «Вашингтон» был среди двадцати первых американских кораблей оборудованных радаром. Во время Второй Мировой войны «Вашингтон» 15 ноября 1942 года потопил японский линейный крейсер «Кирисима». «Вашингтон» на протяжении войны не понёс боевых потерь, хотя получал повреждения от действий противника. Он был торпедирован у Гуадалканала и поражен одним 5-дюймовым снарядом, который прошел через его радарную антенну не вызвав взрыва и существенных разрушений. 1 февраля 1944 «Вашингтон» был протаранен маневрирующим в темноте линкором «Индиана». Оба линкора отошли на ремонт. 60 футов (18 м) носовой обшивки «Вашингтона» были смяты, и шесть его моряков были убиты, а другие серьёзно ранены. Капитан «Индианы» немедленно признал свою вину в этом столкновении.